# Iron Pegasus Records
Iron Pegasus Records ist ein deutsches Metal-Label, das 1998 gegründet wurde.

## Geschichte
Das Label wurde 1998 von Costa Stoios gegründet. Im selben Jahr erschien mit einem Tonträger von Metalucifer die erste Veröffentlichung. Stoios, der von 1993 bis 1999 das Fanzine Tales of the Macabre herausgab, hatte durch dieses die Band kennengelernt und wollte nun auf direktere Weise den Bekanntheitsgrad der japanischen Band Metalucifer in Europa steigern. Fortan betrieb er das Label alleine, woraufhin er die Arbeit an dem Fanzine einstellte, da er zum einen empfand, dass er sich in dem Fanzine wiederholte, zum anderen wollte er es nicht wie ein Werbemagazin für sein Label erscheinen lassen. In der folgenden Zeit wurden weitere Veröffentlichungen von Gruppen wie Deströyer 666, Inquisition, Desaster, Sabbat, Massacre und Poison publiziert. Auf der Label-Website ist außerdem ein Webshop enthalten.

## Veröffentlichungen (Auswahl)
- 1998: Metalucifer – Heavy Metal Drill
- 1998: Dead Infection – The Greatest Shits
- 1999: Sabbat – Envenom
- 1999: Mayhemic Truth – In Memoriam
- 2000: Impiety – Skullfucking Armageddon
- 2000: Desaster – Tyrants of the Netherworld
- 2001: Agatus – Dawn of Martyrdom
- 2001: Mortuary Drape – Tolling 13 Knell
- 2001: Devil Lee Rot / Flame – Explosion of Hell (Split-EP)
- 2001: Rok – Under a Southern Sky
- 2002: Inquisition – Invoking the Majestic Throne of Satan
- 2002: Sadistic Intent – Morbid Faith
- 2003: Pagan Rites – Mark of the Devil
- 2005: Mortem – De Natura Daemonum
- 2006: Massacre – Tyrants of Death
- 2006: Poison – Further Down into the Abyss (1984–1987)
- 2008: Taranis – Flandriae
- 2008: Asphyx – Death the Brutal Way
- 2011: M-Pire of Evil – Creature of the Black
- 2011: Hellbringer – Hellbringer
- 2012: Pentagram – Change of Heart
- 2013: Force of Darkness – Absolute Verb of Chaos and Darkness
- 2014: Megiddo – The Heretic / Hymns to the Apocalypse
- 2015: Orcrypt – Mercenaries of Mordor
- 2016: Eurynomos – The Trilogy